# Irwiniella semiargentea
Irwiniella semiargentea är en tvåvingeart som först beskrevs av Krober 1913.  Irwiniella semiargentea ingår i släktet Irwiniella och familjen stilettflugor. Inga underarter finns listade i Catalogue of Life.